# Калинівська селищна рада (Броварський район)
Кали́нівська се́лищна ра́да — адміністративно-територіальна одиниця та орган місцевого самоврядування у Броварському районі Київської області. Адміністративний центр — селище міського типу Калинівка.

## Загальні відомості
- Територія ради: 14,02 км²
- Населення ради: 6845 осіб (станом на 2001 рік)

## Історія
Київська обласна рада рішенням від 23 січня 2003 року у Броварському районі віднесла село Калинівка Калинівської сільради до категорії селищ міського типу і найменувала селищну раду Калинівська.

## Адреса ради
07443, Київська обл., Броварський р-н, смт Калинівка, вул. Чернігівська, 20

## Населені пункти
Селищній раді підпорядковані населені пункти:
- смт Калинівка
- с. Квітневе
- с. Перемога
- с. Скибин

## Склад ради
Рада складається з 30 депутатів та голови
- Голова ради: Пузан Григорій Миколайович

### Керівний склад попередніх скликань
| Прізвище, ім'я, по батькові | Основні відомості                                  | Дата обрання | Дата звільнення |
| --------------------------- | -------------------------------------------------- | ------------ | --------------- |
| Пузан Григорій Миколайович  | Селищний голова, освіта вища                       | 26.03.2006   | 31.10.2010      |
| Пузан Григорій Миколайович  | Селищний голова, освіта вища, член Партії регіонів | 31.10.2010   |                 |

Примітка: таблиця складена за даними сайту ЦВК

### Депутати
За результатами місцевих виборів 2010 року депутатами ради стали:

#### За суб'єктами висування
| Суб'єкт висування | Кількість обраних депутатів | %   |
| ----------------- | --------------------------- | --- |
| Самовисування     | 30                          | 100 |

#### За округами
| № округу | Прізвище, ім'я, по батькові       | Дата визнання обраним | Освіта  | Партійна приналежність              | Відомості про обраного депутата                                  |
| -------- | --------------------------------- | --------------------- | ------- | ----------------------------------- | ---------------------------------------------------------------- |
| 1        | Скорик Олександр Володимирович    | 04.11.2010            | вища    | позапартійний                       | тимчасово не працює                                              |
| 2        | Скорик Тарас Володимирович        | 04.11.2010            | вища    | позапартійний                       | Приватне АТ «Страхова компанія Провідна», спеціаліст             |
| 3        | Лиса Лариса Володимирівна         | 04.11.2010            | вища    | позапартійна                        | Калинівська загальноосвітня школа І-ІІІ ст., педагог-організатор |
| 4        | Поштаренко Олександр Павлович     | 04.11.2010            | середня | позапартійний                       | Калинівська сільська рада, охоронник                             |
| 5        | Дмитрик Сергій Володимирович      | 04.11.2010            | вища    | позапартійний                       | Броварське управління ГУ МНС України, начальник сектору зв'язку  |
| 6        | Трикіша Світлана Миколаївна       | 04.11.2010            | середня | позапартійна                        | тимчасово не працює                                              |
| 7        | Булкот Вадим Сергійович           | 04.11.2010            | вища    | позапартійний                       | приватний підприємець                                            |
| 8        | Пашнюк Валентина Григорівна       | 04.11.2010            | вища    | позапартійна                        | пенсіонер                                                        |
| 9        | Онашко Лариса Федорівна           | 04.11.2010            | вища    | позапартійна                        |                                                                  |
| 10       | Постол Лариса Леонідівна          | 04.11.2010            | середня | позапартійна                        | приватний підприємець                                            |
| 11       | Недашківський Валентин Вікторович | 04.11.2010            | середня | позапартійний                       | тимчасово не працює                                              |
| 12       | Харсіка Любов Ігорівна            | 04.11.2010            | вища    | позапартійна                        | Калинівська загальноосвітня школа І-ІІІ ст., вчитель             |
| 13       | Чайка Людмила Григорівна          | 04.11.2010            | вища    | позапартійна                        | Боварська районна рада, зас. начальника відділу освіти           |
| 14       | Чечельницька Юлія Олексіївна      | 04.11.2010            | середня | позапартійна                        | Смт. Калинівка, перукар                                          |
| 15       | Дорошенко Максим Миколойович      | 04.11.2010            | вища    | позапартійний                       | Управління МВС України, юрисконсульт                             |
| 16       | Багмут Віталій Андрійович         | 04.11.2010            | вища    | позапартійний                       | АТ «Угрібанк», нач. Служби безпеки                               |
| 17       | Ожаревська Людмила Степанівна     | 04.11.2010            | вища    | позапартійна                        | ВАТ комбінат «Тепличний», вахтер гуртожитку                      |
| 18       | Правдивець Богдана Петрівна       | 04.11.2010            | середня | позапартійна                        | Калинівська сільська рада                                        |
| 19       | Демчук Раїса Володимирівна        | 04.11.2010            | середня | позапартійна                        | приватний підприємець                                            |
| 20       | Міщенко Анатолій Михайлович       | 04.11.2010            | середня | позапартійний                       | ТОВ "Орієнтир «Буделемент», слюсар-сантехнік                     |
| 21       | Булкот Микола Сергійович          | 04.11.2010            | вища    | позапартійний                       | ВАТ комбінат «Тепличний», керівник цеху                          |
| 22       | Шевченко Юрій Валентинович        | 04.11.2010            | вища    | член Народного Руху України         | тимчасово не працює                                              |
| 23       | Токар Ольга Олександрівна         | 04.11.2010            | середня | позапартійна                        | ТОВ «Господарчі товари», пролавець                               |
| 24       | Хамбір Геннадій Миколайович       | 04.11.2010            | середня | позапартійний                       | тимчасово не працює                                              |
| 25       | Гусак Євген Миколайович           | 04.11.2010            | вища    | член Політичної партії «Фронт Змін» | ТРЦ «Термінал», шеф-кухар                                        |
| 26       | Лінійчук Костянтин Сергійович     | 04.11.2010            | вища    | член Політичної партії «Фронт Змін» | ПВКФ «Проксин», інженер                                          |
| 27       | Шесть Сергій Володимирович        | 04.11.2010            | середня | позапартійний                       | КП «Бровари-Водоканал», інженер                                  |
| 28       | Іванішина Тетяна Сергіївна        | 04.11.2010            | вища    | член Політичної партії «Фронт Змін» | ТОВ «Декора-Україна», бухгалтер                                  |
| 29       | Кисіль Юрій Іванович              | 04.11.2010            | вища    | член Народного Руху України         | ТОВ "СП АТС-Україна"Менеджер                                     |
| 30       | Яворська Ірина Федорівна          | 04.11.2010            | вища    | позапартійна                        | приватний підприємець                                            |